# Terberg
Terberg Group B.V. är ett nederländskt familjeägt verkstadsföretag i IJsselstein i Nederländerna, som bygger terminaltraktorer, truckar för hamnar, flygplatser och omlastningsterminaler, samt specialiserade fordon av olika slag, till exempel rälsbilar.
Terberg grundades 1869 som en smedja i Boschop. Det byggde från början av 1900-talet hästdragna vagnar och började efter andra världskriget restaurera och bygga om utrangerade amerikanska arméfordon. Terberg började trucktillverkning 1966, med komponenter från olika lastbilstillverkare, men har senare specialiserat sig på komponenter från Volvo i sitt tyngre sortiment. Terminaltraktorer med förbränningsmotorer har tillverkats sedan 1973 och sådana med elmotorer sedan 2013.

## Bildgalleri

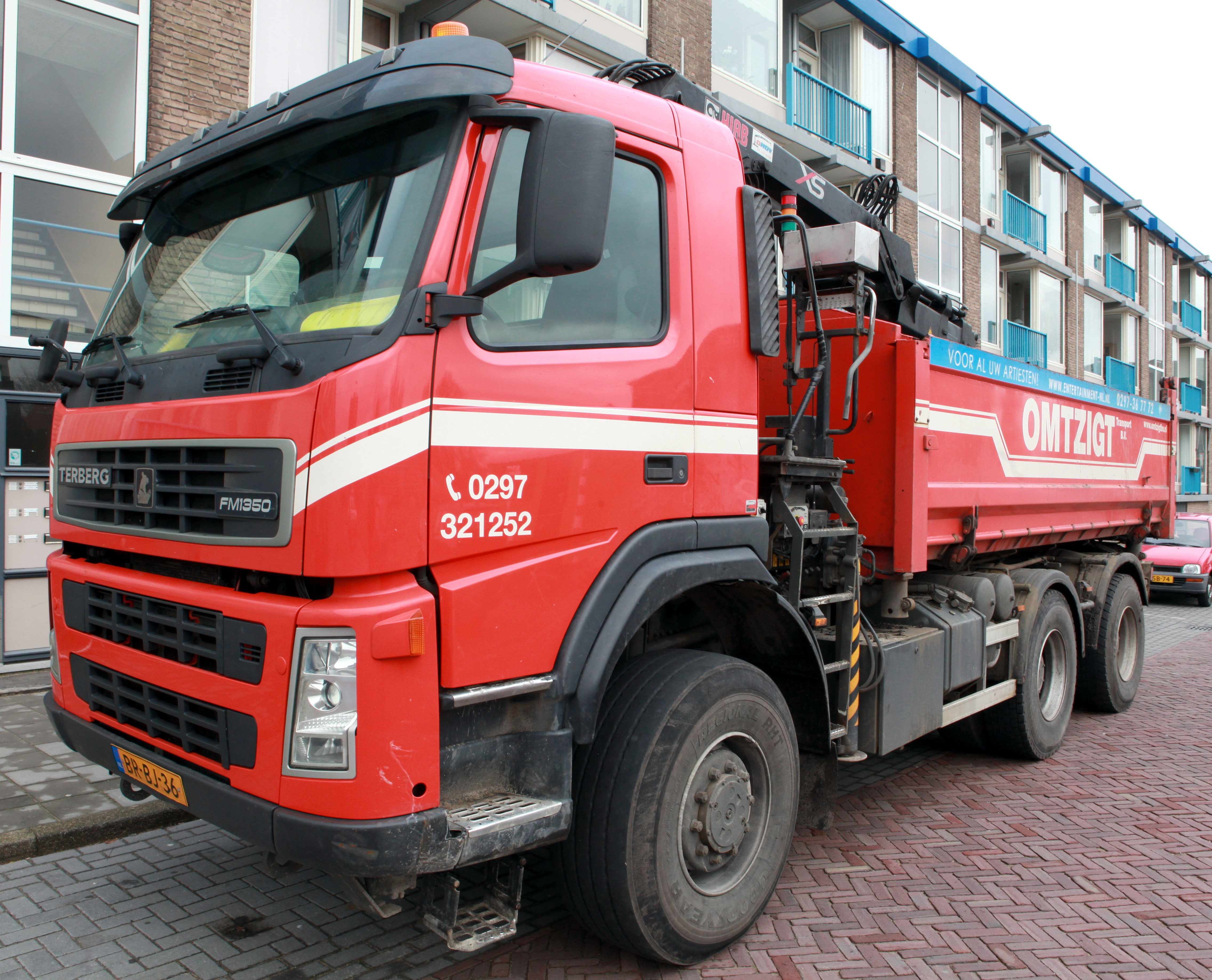
Terberg FM 1350 med drivning på tre axlar
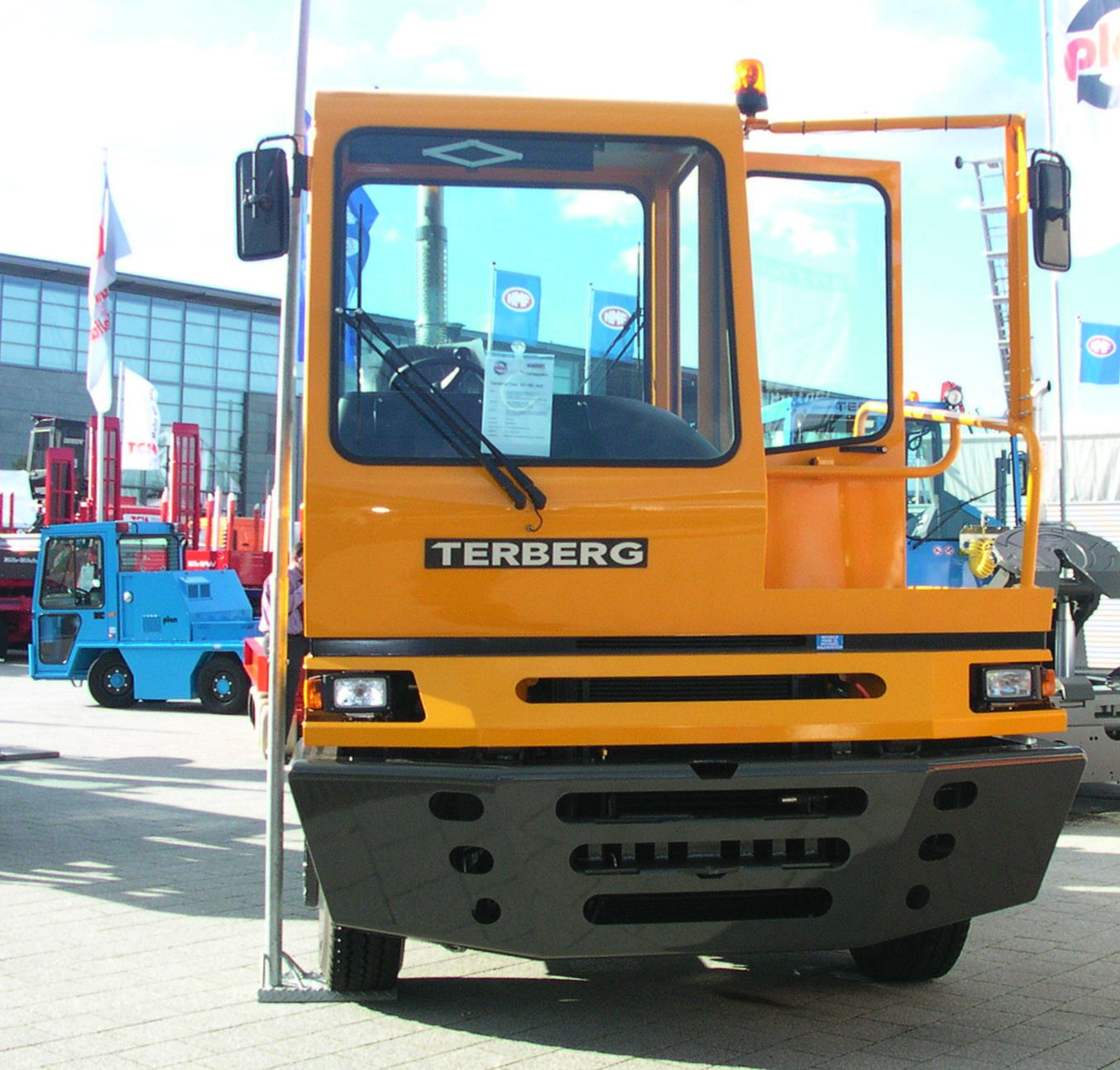
Terminaltraktor
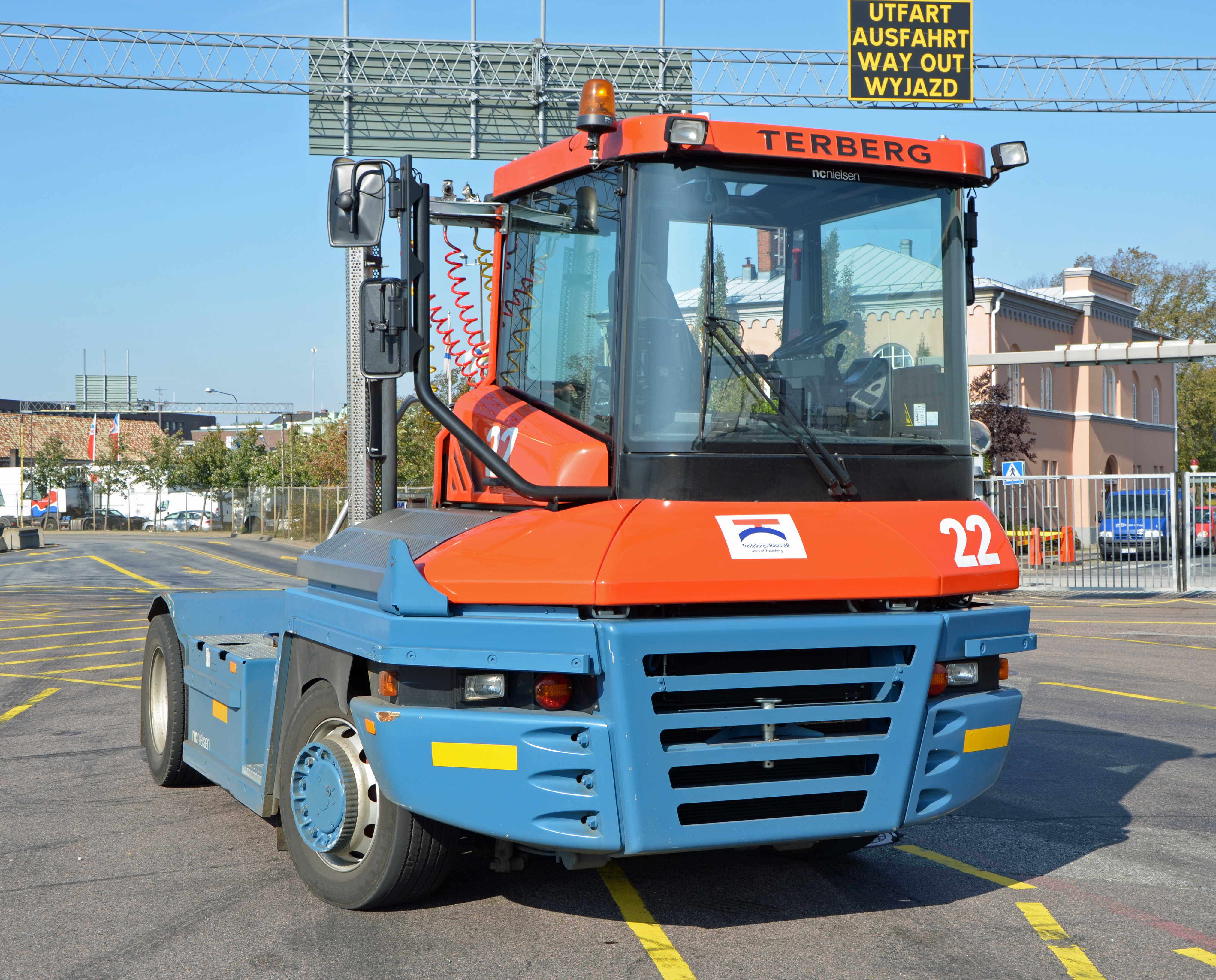
Trailerdragare
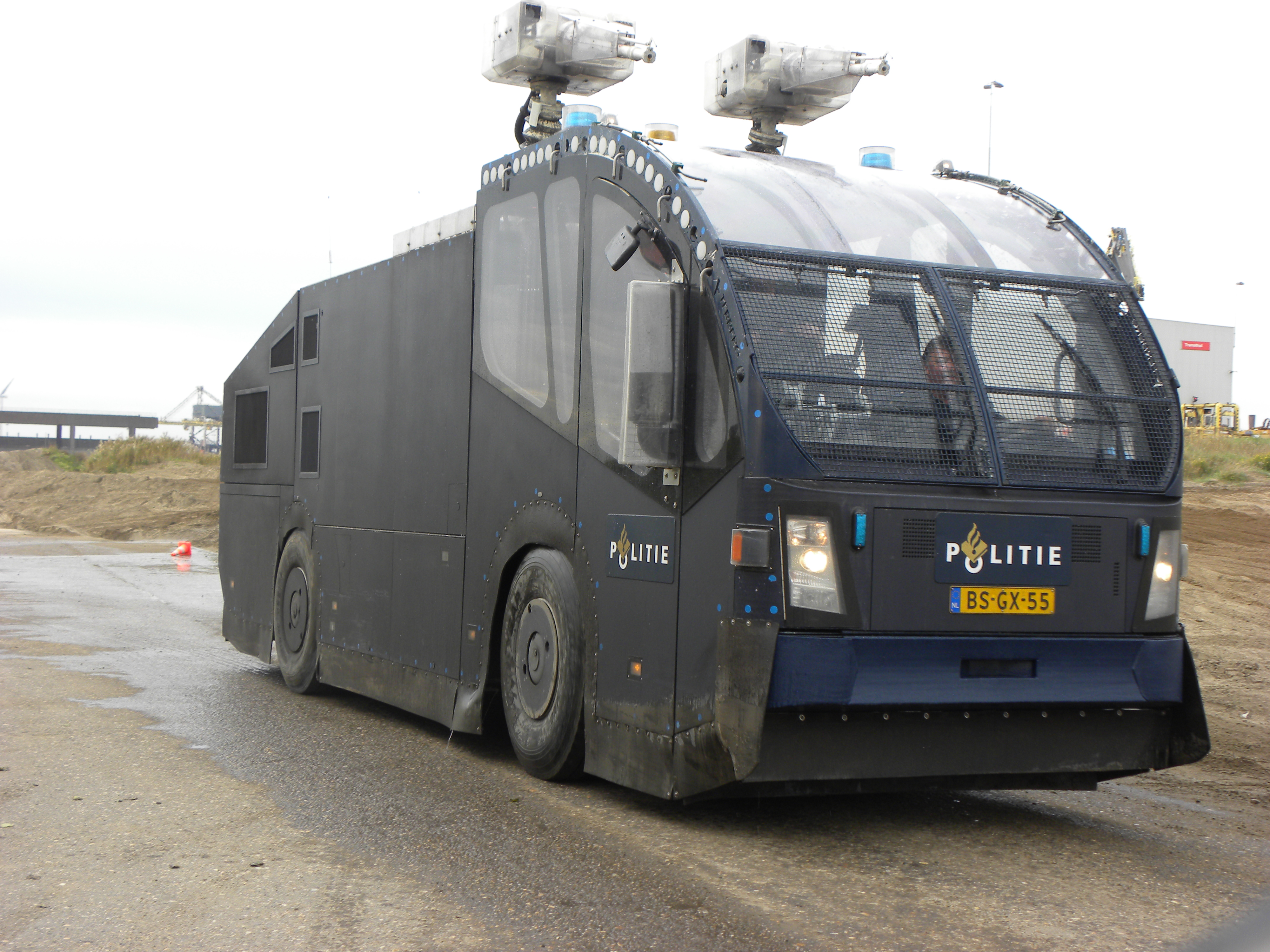
Vattenkanon för polisbruk
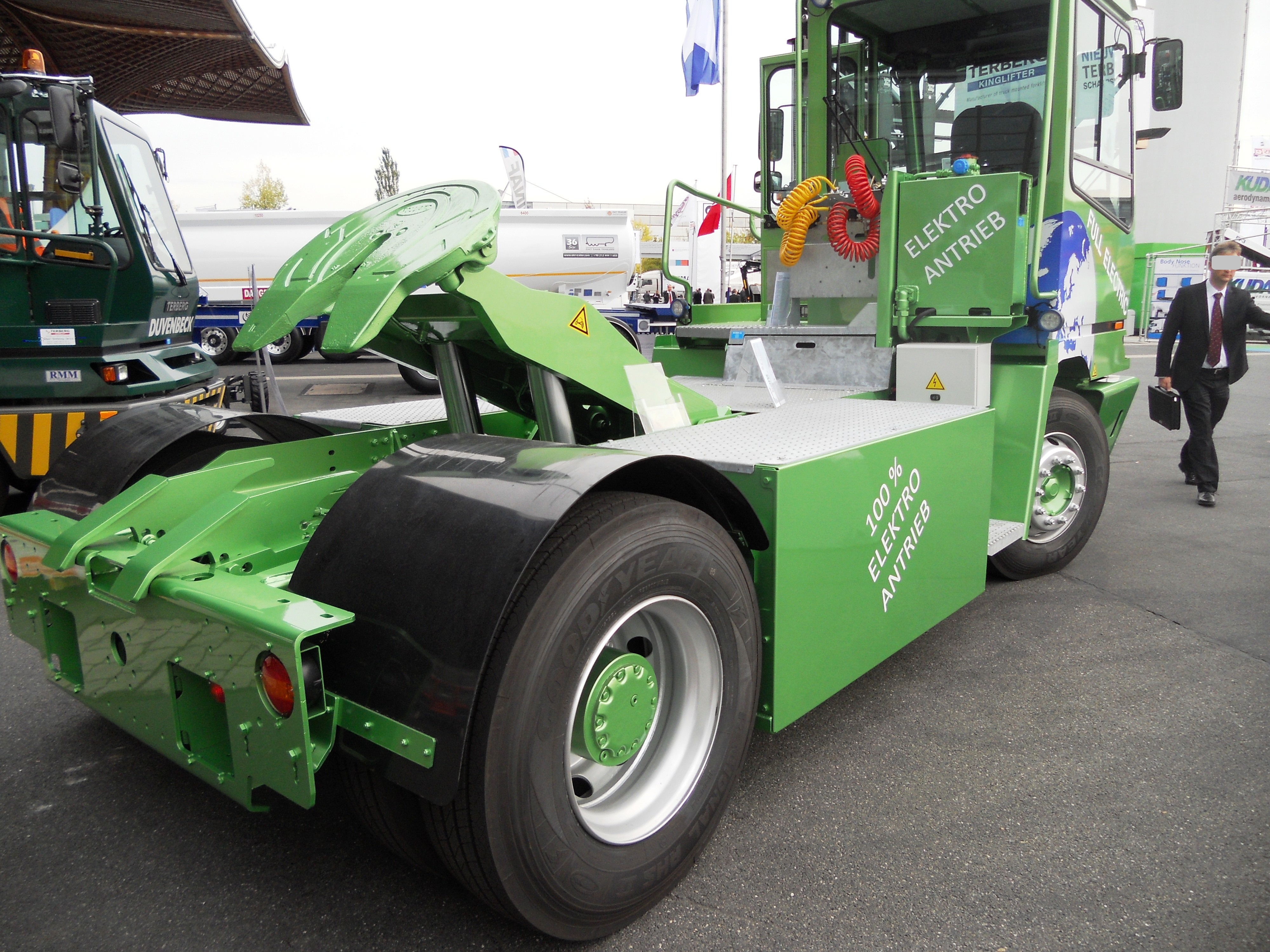
Vändskiva på ett eldrivet dragfordon